# Muttergotteskapelle (Straeten)
Koordinaten: 51° 0′ 34″ N, 6° 5′ 38″ O
Die Muttergottes Kapelle, die auch Kriegergedächtniskapelle ist, befindet sich im Ortsteil Straeten der Stadt Heinsberg in Nordrhein-Westfalen. Sie steht als Baudenkmal unter Denkmalschutz.

## Lage
Die Kapelle steht an der Straßenecke Gillrather Straße, Turmstraße und Waldhufenstraße.

## Geschichte
Die Muttergottes Kapelle wurde im Jahr 1861 gebaut. Sie wurde von der Pfarrgemeinde zur Kriegergedächtniskapelle umgebaut.

## Architektur
Das Gebäude ist ein kleiner Backsteinbau mit einer spitzbogigen Blendnische und einer Eingangstür mit einem leichten Stichbogen. Ringsum besitzt die Kapelle Blendarkaden. Die vier Fenster sind ebenfalls spitzbogig. Auf dem geschieferten Dach steht ein vierseitiger Dachreiter mit einem Pyramidendach. Dieser wird von einem Turmkreuz und einem Wetterhahn bekrönt. Im Inneren schließt die Kapelle mit einem dreiseiten Chor.

## Ausstattung
- Die Kapelle besitzt eine Buntverglasung.[2]
- In der Kapelle ein Altar, eine Pietà, ein Kruzifix und die Namen der verstorbenen und vermissten Soldaten der beiden Weltkriege von Straeten.

## Galerie

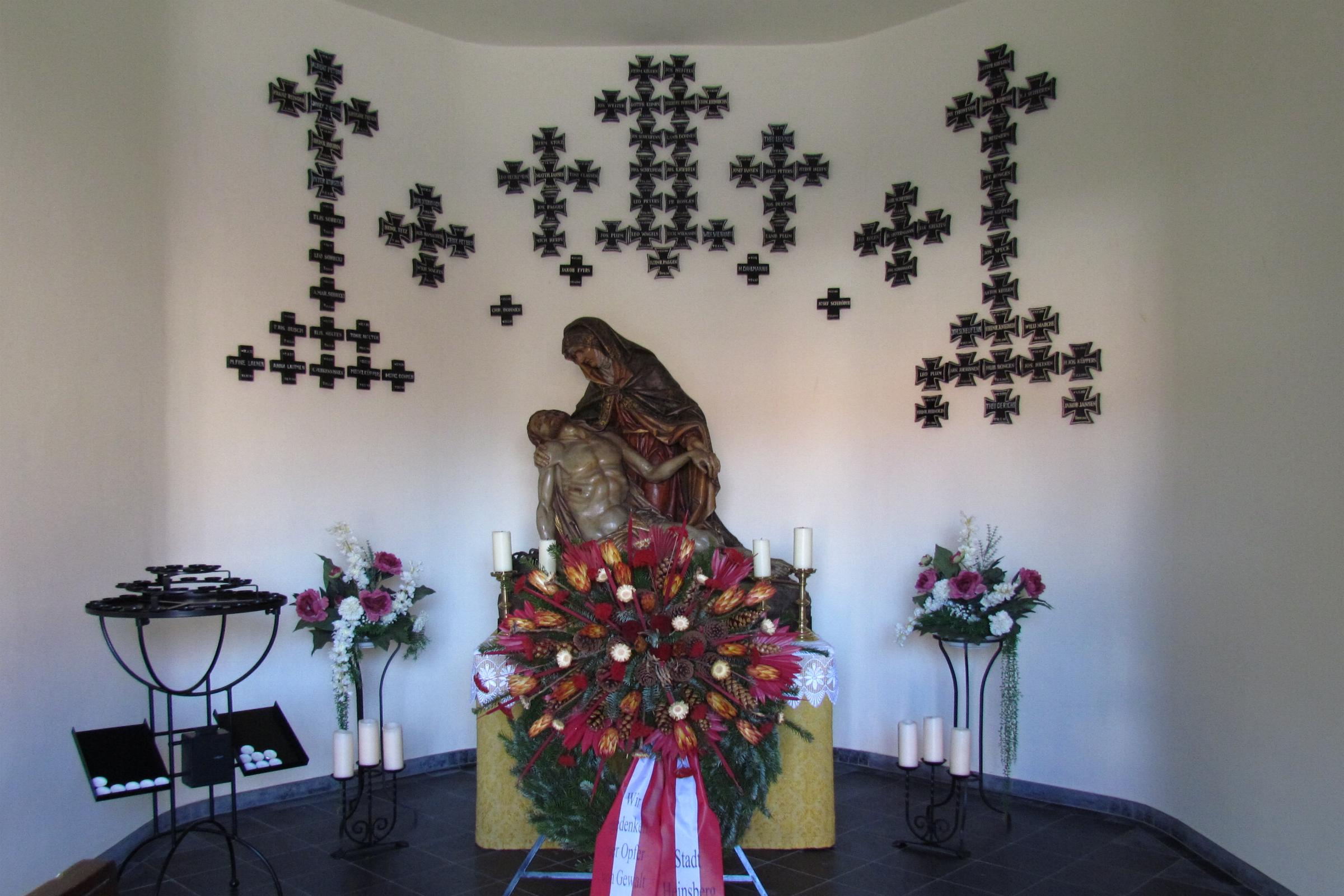
Gedenkkranz
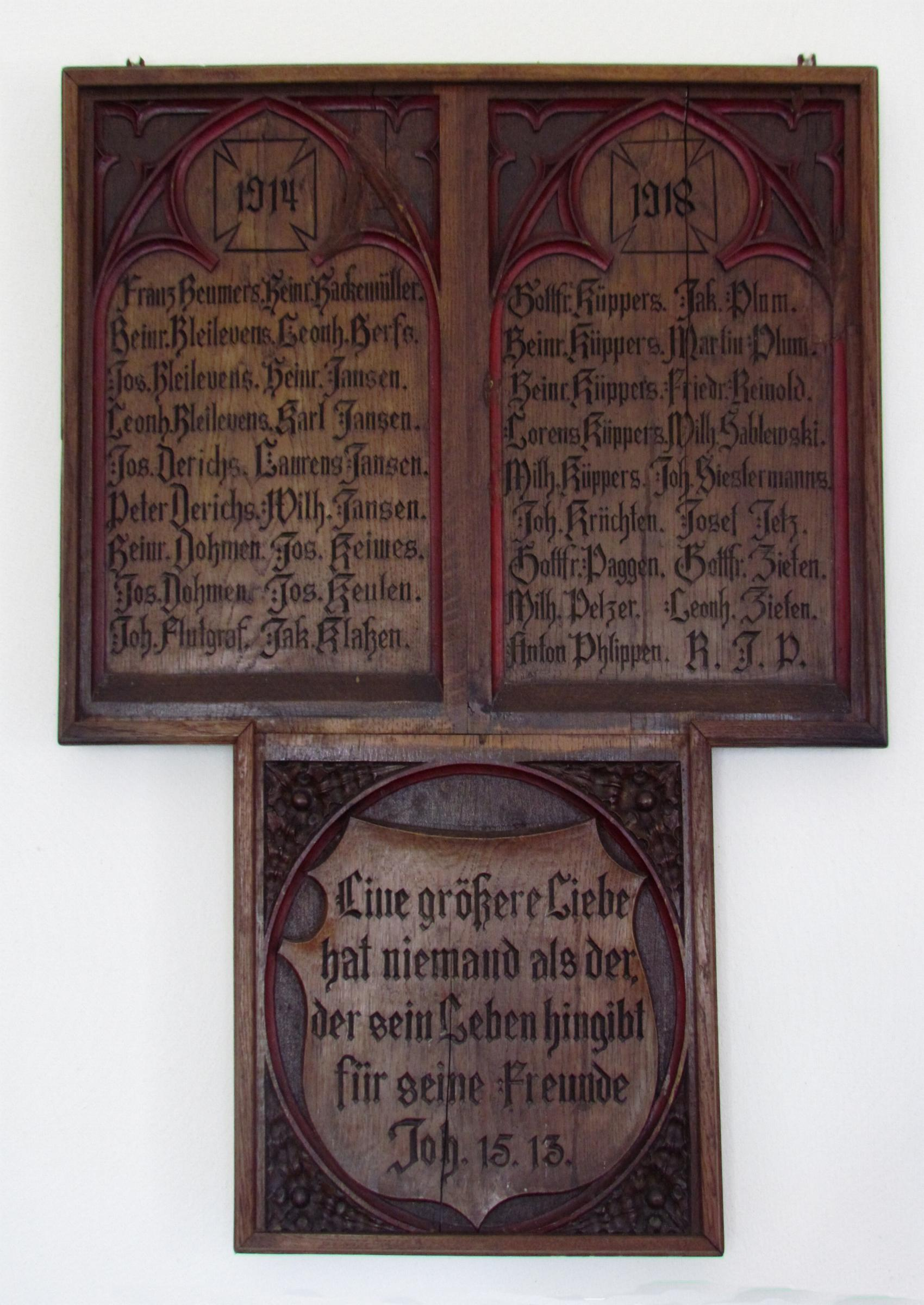
Gedenktafel 1914–18
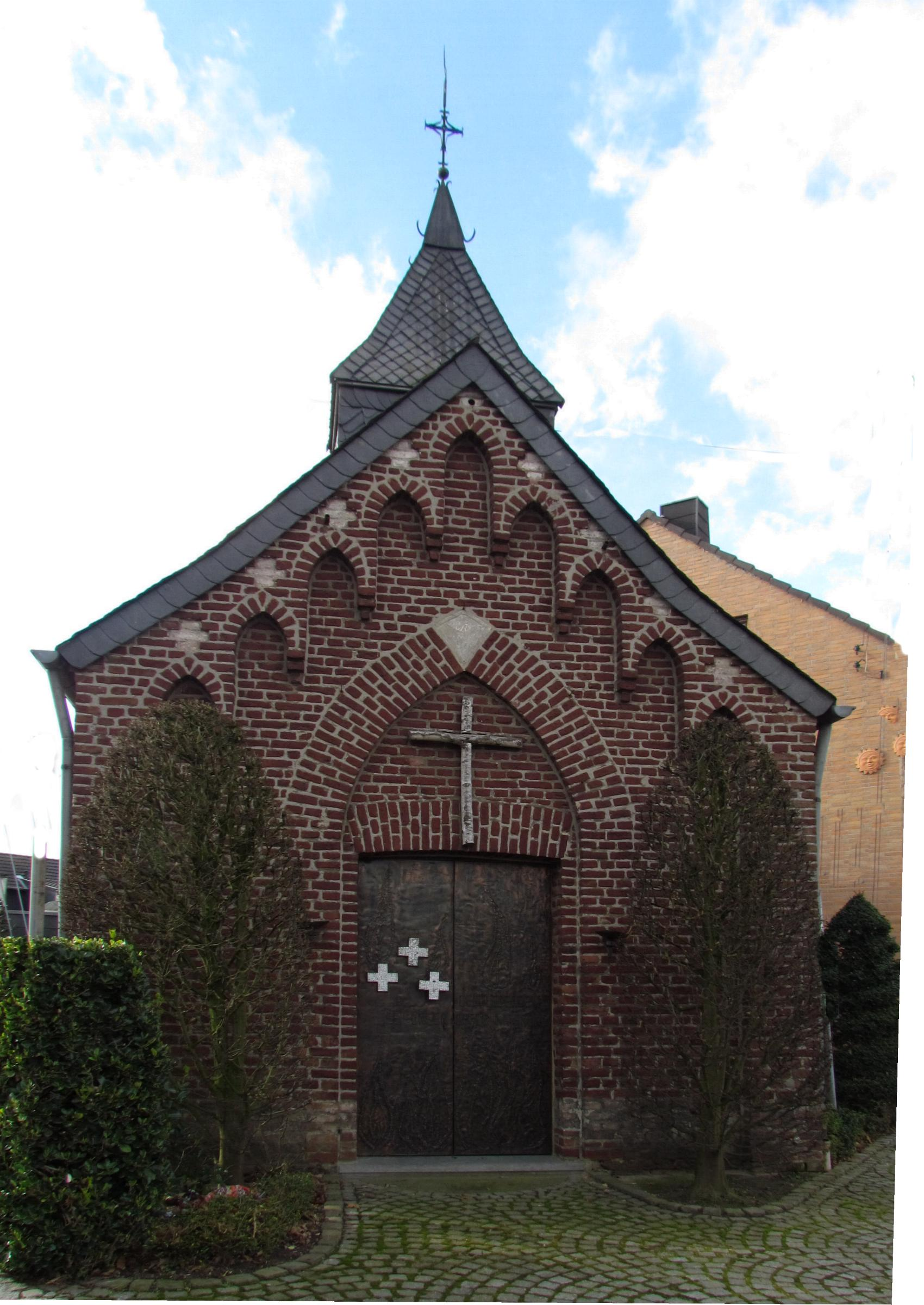
Giebelansicht
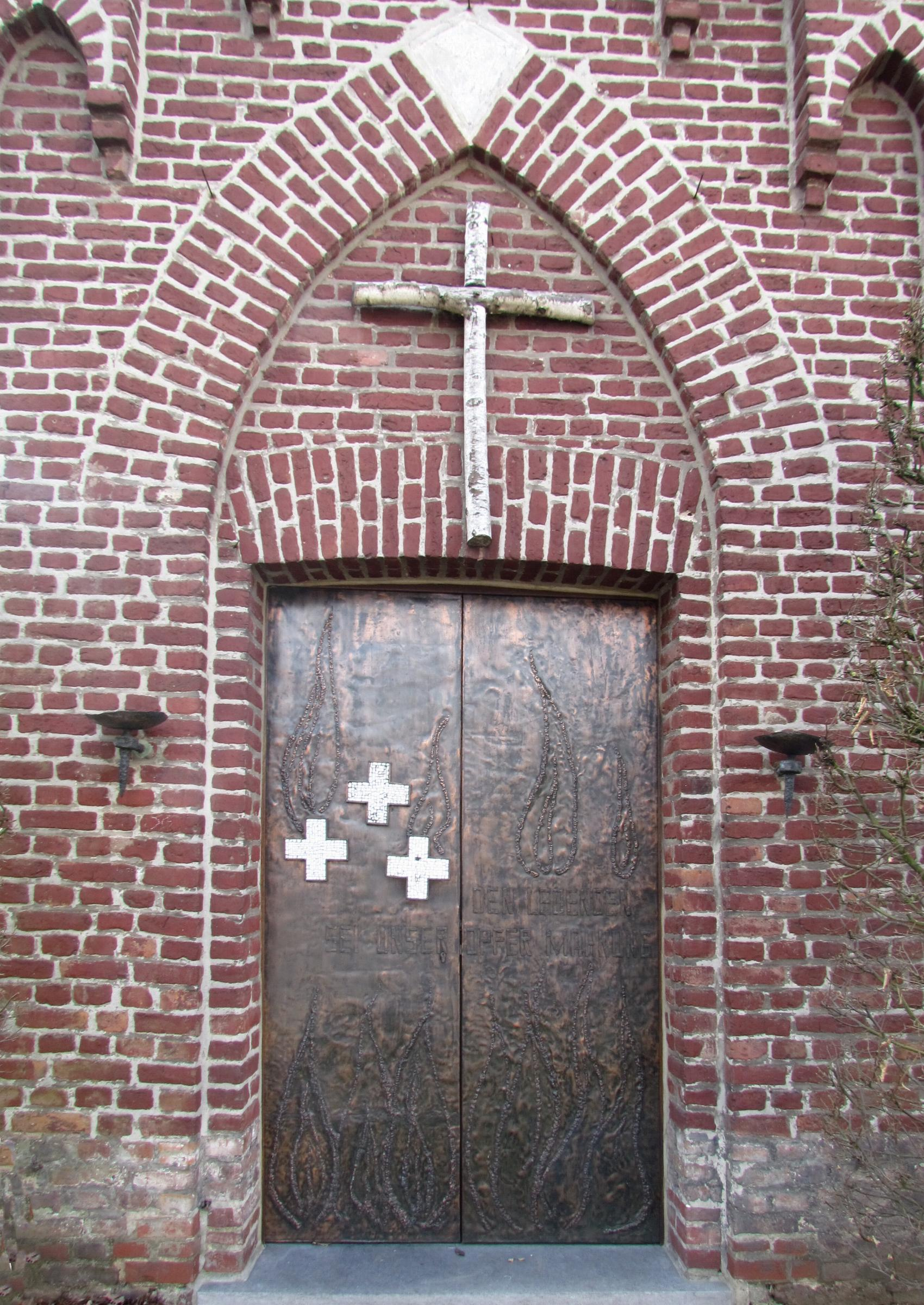
Eingangsbereich
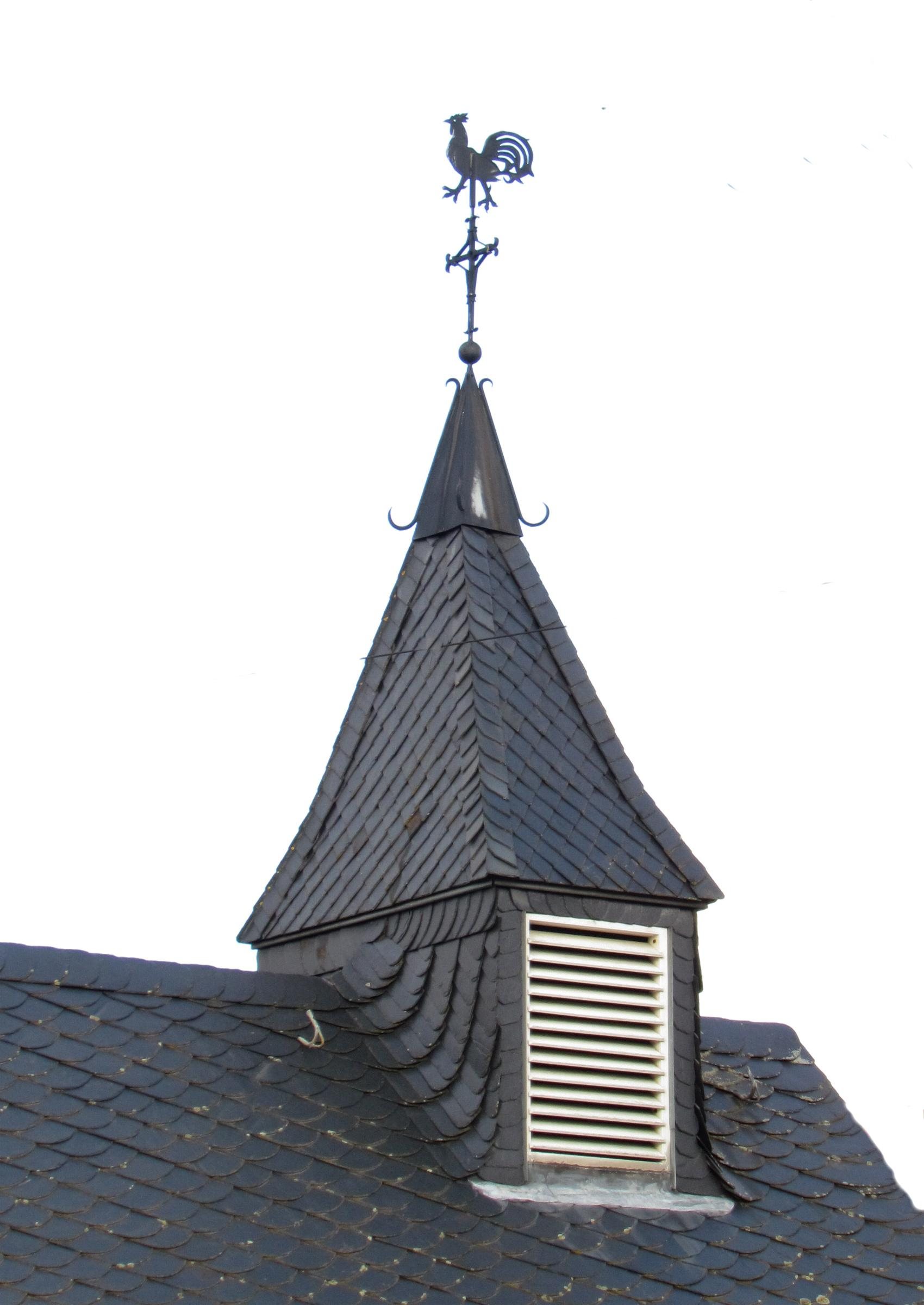
Dachreiter
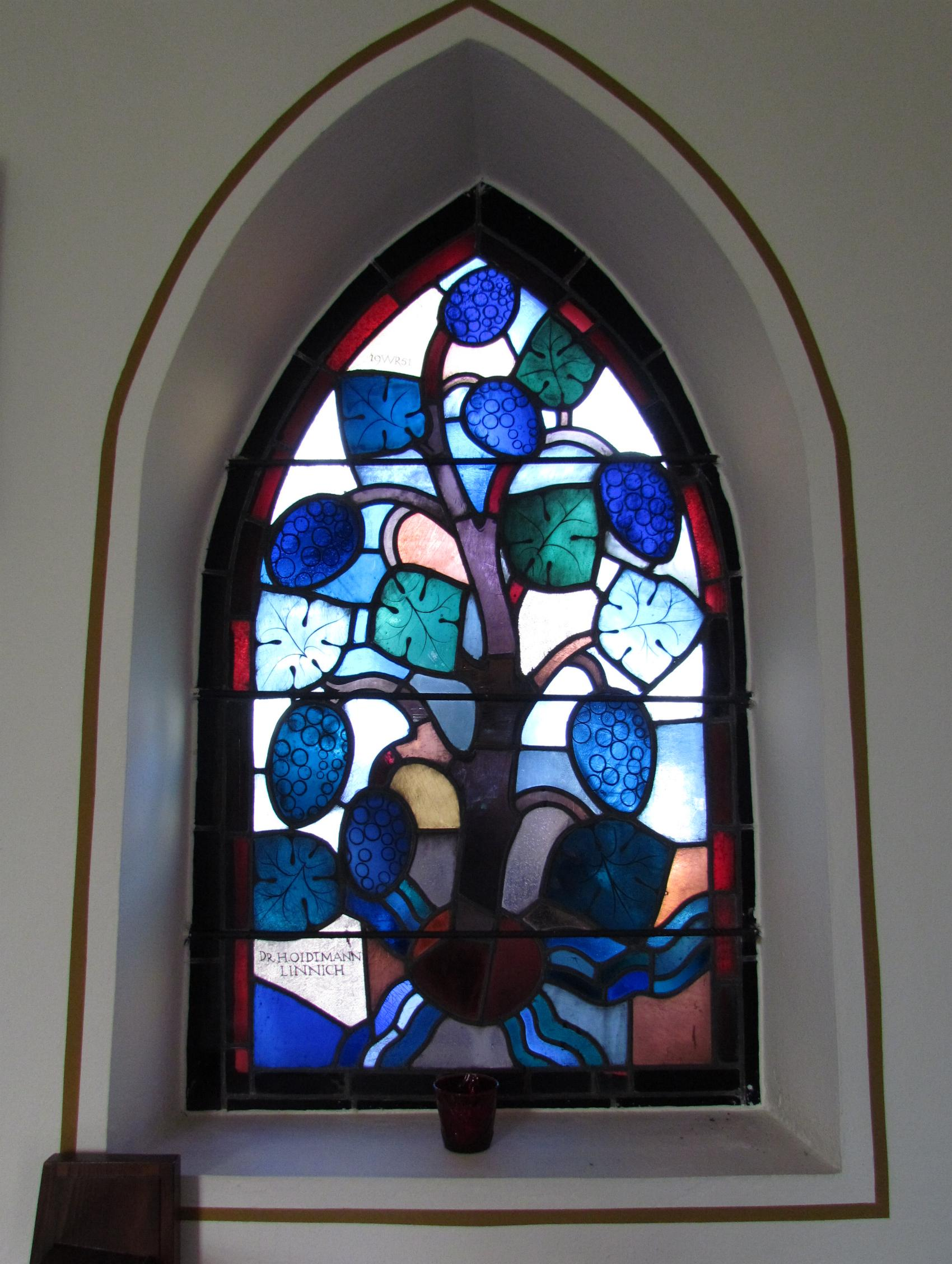
Buntverglasung